# Hugo Aznar
Aznar  Vijuesca est un nom espagnol. Le premier nom de famille, en général paternel, est Aznar ; le second, en général maternel, souvent omis, est Vijuesca.
Hugo Aznar Vijuesca, né le 1er décembre 2003 à Cortes, est un coureur cycliste espagnol.

## Biographie
Hugo Aznar commence le cyclisme durant sa jeunesse dans une petite école de Cortes, sur ses terres natales. Il poursuit ensuite sa progression au club Quesos Albéniz chez les juniors (moins de 19 ans). Son grand frère Unai pratique lui aussi ce sport en compétition,. 
Après une belle saison 2021, il intègre la formation Lizarte, réserve de l'équipe Kern Pharma. Bon rouleur, il s'impose sur le championnat de Navarre du contre-la-montre en 2022. Il remporte également le Premio Primavera, une course du circuit basco-navarrais. L'année suivante, il se distingue en gagnant une étape puis le classement général du Tour de Navarre. Il termine par ailleurs deuxième du championnat d'Espagne du contre-la-montre espoirs, derrière son frère Unai.
Grâce à ses bons résultats, il passe professionnel en 2024 dans la formation Kern Pharma, qui lui fait signer un contrat de trois ans. Son frère Unai est lui aussi promu dans l'équipe. Il reprend la compétition dès le mois de janvier sur le Grand Prix La Marseillaise. Début avril, il participe à une échappée lors de la troisième étape du Région Pays de la Loire Tour.

## Palmarès et résultats

### Palmarès par année
- 2021
  - Championnat de Navarre du contre-la-montre juniors
  - Championnat d'Aragon du contre-la-montre juniors
  - Mémorial Félix Errandonea
  - Gipuzkoako Itzulia Junior  :
    - Classement général
    - 1re étape

  - Saria Elgoibarko Hiria
  - 2e du championnat d'Espagne du contre-la-montre juniors
  - 2e du championnat d'Espagne sur route juniors
- 2022
  - Championnat de Navarre du contre-la-montre
  - Premio Primavera
- 2023
  - 2e étape du Tour de la Bidassoa
  - Tour de Navarre :
    - Classement général
    - 1re étape

  - 2e du championnat d'Espagne du contre-la-montre espoirs
  - 3e du Zumaiako Saria
  - 3e de la Lazkaoko Proba
  - 3e du championnat de Navarre du contre-la-montre

### Classements mondiaux
| Année           | 2022   |
| --------------- | ------ |
| UCI Europe Tour | 1 436e |